# Monica Mary Gardner
Monica Mary Gardner (ur. 1871 lub 1873, zm. 16 kwietnia 1941 w Londynie) – angielska polonistka.

## Życie i twórczość
Studiowała język i literaturę polską samodzielnie, często przy pomocy zaprzyjaźnionego z nią Edmunda Naganowskiego. Działalność swą rozpoczęła monografią Mickiewicza (Adam Mickiewicz, the National Poet of Poland, 1911), po której nastąpił tom Poland: a Study in National Idealism (1915), obejmujący rozprawy o Mickiewiczu, Zygmuncie Krasińskim, Juliuszu Słowackim, Józefie Bohdanie Zaleskim i Kornelu Ujejskim; kontynuacją były studia o Krasińskim (The Anonymous Poet of Poland: Z. Krasiński, 1919) i H. Sienkiewiczu (The Patriot Novelist of Poland: Henryk Sienkiewicz 1926). W pracach tych, zgodnych z tendencjami nauki polskich z przełomu XIX i XX wieku, autorka kładła nacisk na postawy polityczne romantyków i Sienkiewicza oraz na więzi kulturowe łączące Polskę i Anglię. Wrażenia z Polski u progu niepodległości opisała w książce Poland (1917; wyd. 2 1926, wyd. 3 rozsz. 1942, 1943). Zajmowała się również tłumaczeniem literatury polskiej; jej przekład Kłopotów Kacperka, góreckiego skrzata Zofii Kossak stał się gwiazdkowym bestsellerem 1928. Następnie w tomie Tales from Henryk Sienkiewicz, Edited and Introduced by Monica Mary Gardner (1930, seria Every-mans Library) dała przekład Latarnika; w tej samej serii ukazało się w 1941 Quo vadis ze wstępem Gardner. Tłumaczyła też historię Polski O. Haleckiego. Była członkiem korespondentem PAU (Polskiej Akademii Umiejętności). Zginęła podczas niemieckiego nalotu na Londyn.

## Odznaczenia
- Złoty Wawrzyn Akademicki (4 listopada 1937)[2]